# Kanton Saint-Vivien-de-Médoc
Kanton Saint-Vivien-de-Médoc (fr. Canton de Saint-Vivien-de-Médoc) je francouzský kanton v departementu Gironde v regionu Akvitánie. Tvoří ho sedm obcí.

## Obce kantonu
- Grayan-et-l'Hôpital
- Jau-Dignac-et-Loirac
- Saint-Vivien-de-Médoc
- Soulac-sur-Mer
- Talais
- Vensac
- Le Verdon-sur-Mer